# Hogao

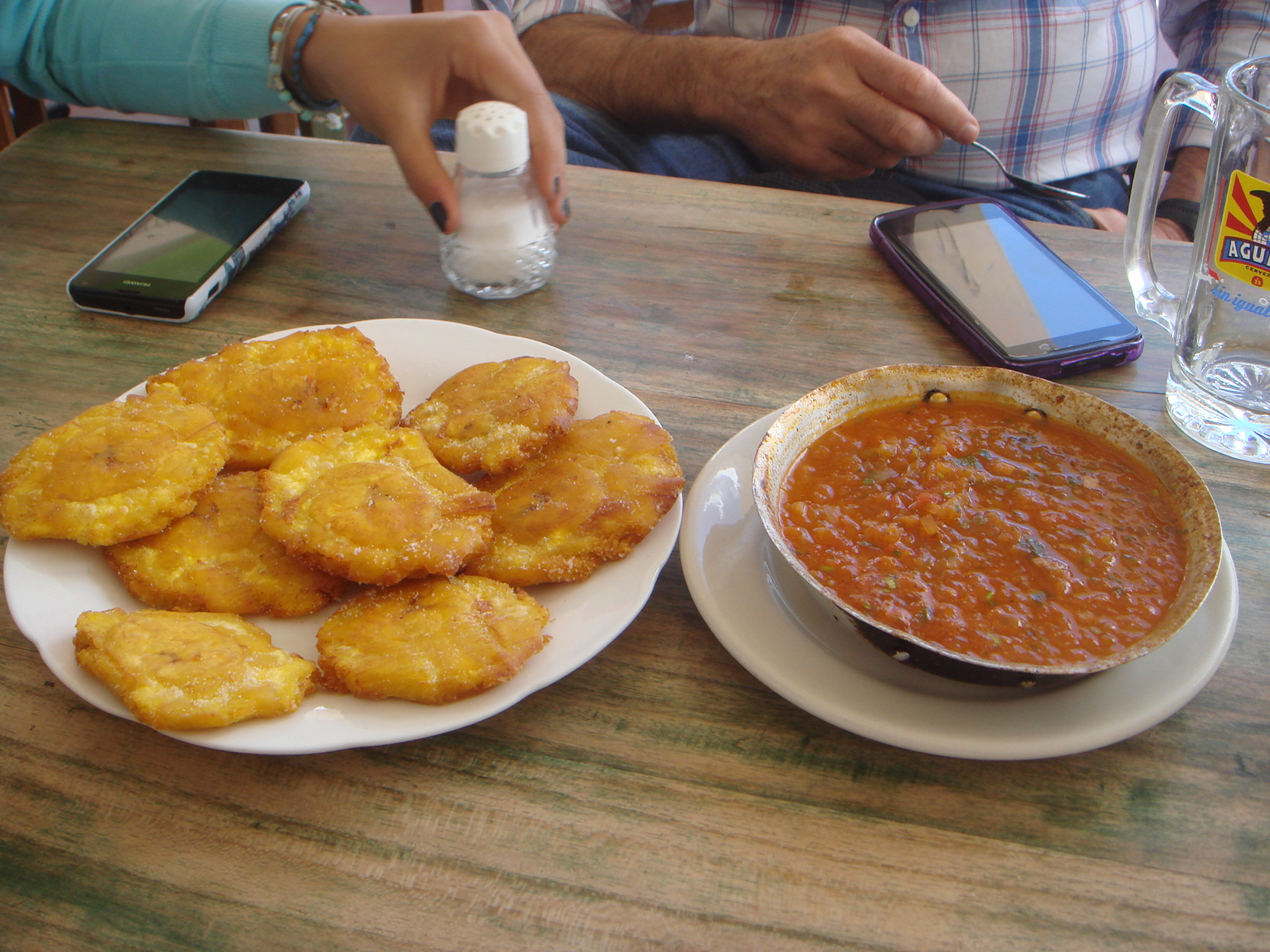
Hogao e Tajada

L'hogao è una salsa salata a base di pomodoro e cipolla.
La salsa sembrerebbe avere origine dalla salsa ata degli Yoruba.
È diffusa in tutta l'america latina ed è un prodotto tipico della cucina colombiana.

## Preparazione
Con una proporzione di tre parti di pomodoro ed una di cipolla.
Una volta tagliati questi ingredienti si cuoceranno insieme finché la mescola non assumerà una condizione liquida tipica di una salsa.
A seconda della regione in cui si prepara si aggiungono anche altri ingredienti come pepe, origano, zafferano, achiote o cumino e sale
È anche consuetudine prepararlo con un cubetto di brodo di pollo o gallina.